# Cantó d'Aubenàs

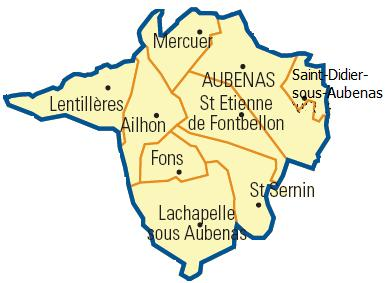
Comunes del cantó

El cantó d'Aubenàs és un cantó francès del departament de l'Ardecha, situat al districte de L'Argentièira. Té 9 municipis i el cap és Aubenàs.

## Municipis
- Ailhon
- Aubenàs
- Fons
- Lachapelle-sous-Aubenas
- Lentillères
- Mercuer
- Saint-Didier-sous-Aubenas
- Sant Estève de Fontbellon
- Sant Sernin

## Història
| Data d'elecció                           | Identitat            | Partit           | Qualitat |
| ---------------------------------------- | -------------------- | ---------------- | -------- |
| 1951-1976                                | Marcel Molle         | MRP, després CD  |          |
| 1976-1982                                | Jean-Marie Alaize    | PS               |          |
| 1982-1994                                | Bernard Hugo         | RPR              |          |
| 1994-2001                                | Stéphane Alaize      | PS               |          |
| 2001-                                    | Jean-Pierre Constant | RPR, després UMP |          |
| les dades anteriors no són pas conegudes |                      |                  |          |
|                                          |                      |                  |          |

| 1962   | 1968   | 1975   | 1982   | 1990   | 1999   | 2007   |
| ------ | ------ | ------ | ------ | ------ | ------ | ------ |
| 12.207 | 14.264 | 16.687 | 17.100 | 17.714 | 18.237 | 20.031 |